# Come se fosse estate
Come se fosse estate è un romanzo scritto nel 2011 da Jay Bell ed è il primo romanzo della serie Something Like.... È stato adattato in un  film nel 2017. È il solo romanzo della serie ad essere stato tradotto in italiano.
Il romanzo è incentrato sulla vita di Benjamin Bentley, un diciassettenne di Houston, Texas, e della sua tumultuosa relazione con due ragazzi nell'arco di diversi anni.
Tratta principalmente i temi della realizzazione personale, dell'accettazione di sé e del processo di coming out.

## Trama
Il romanzo è scritto da un punto di vista limitato in terza persona, raccontato attraverso gli occhi del personaggio principale del libro, Benjamin Bentley. È diviso in tre sezioni separate basate sulle varie fasi della vita di Benjamin.

### Prima parte: Houston 1996
Il diciassettenne Ben Bentley si prende una cotta per Tim Wyman, un bel ragazzo che vede fare jogging tutte le sere nei pressi di casa sua e che in seguito scopre frequentare la sua stessa scuola. Un giorno, mentre sta tornando a casa da scuola, Ben va accidentalmente a sbattere contro Tim facendolo cadere in un fosso. Rimasto ferito alla caviglia Tim viene portato a casa da Ben, il quale apprende così che i genitori del ragazzo si trovano in vacanza in Svizzera per un paio di settimane. Più tardi Ben torna da Tim e notando che la sua caviglia è peggiorata decide di portarlo all'ospedale dove il ragazzo è trattenuto per la notte.
Nei giorni seguenti Ben inizia a saltare più ore possibili a scuola per potersi così prendere cura di Tim. La cosa va avanti finché Karen, la sorella di Ben, non informa i genitori che una sua amica ha visto il fratello in giro durante l'orario scolastico. Ben viene messo in punizione, ma esce ugualmente di nascosto per andare a casa di Tim dove lo trova in compagnia della sua ragazza, Krista Norman. Deluso, Ben torna a casa. Più tardi riceve una telefonata da parte di Tim, il quale lo invita a casa sua per fare sesso visto che Krista non ha voluto farlo con lui perché non è circonciso. Ben va quindi da Tim; i due ragazzi si baciano, fanno sesso orale e si masturbano. Il mattino seguente Tim prega Ben di non rivelare a nessuno quello che è successo tra di loro.
Alcuni giorni dopo, Ben porta Tim in gita a Galveston. Ben poi prende la decisione di aiutare Tim a fargli capire se è gay o bisessuale. Passano le settimane e nonostante i due ragazzi si vedano di nascosto ed abbiano rapporti orali, Tim continua a frequentare Krista con grande disappunto di Ben. Una sera i due ragazzi hanno una discussione quando Ben cerca di convincere Tim a lasciare la sua ragazza.
Il ventisette ottobre ha luogo il compleanno di Ben, al quale partecipa anche Tim che gli ha portato come regalo un quadro che ha dipinto personalmente. Più tardi, quella sera, Ben e Tim escono insieme ad Allison, la migliore amica di Ben, e al suo ragazzo Ronnie. Rimasti soli, Tim informa Ben di aver rotto la sua relazione con Krista perché è innamorato di lui ed è con lui che vuole stare. Tim dà poi a Ben una copia delle chiavi di casa sua dicendogli che così se vuole fargli visita nel cuore della notte ora è in grado di farlo. I due ragazzi poi passano la notte insieme.
Un giorno Allison comunica a Ben che suo padre l'ha picchiata perché l'ha vista baciarsi con Ronnie e il ragazzo le propone di fermarsi a dormire da lui. Il giorno seguente Ben affronta il padre di Allison minacciando di denunciarlo alla polizia se osasse ancora alzare le mani sulla figlia.
Giunge il giorno di Natale e Ben lo trascorre insieme a Tim, lasciato nuovamente dai genitori a casa da solo. È in questa occasione che i due ragazzi fanno sesso anale per la prima volta. La mattina seguente Tim porta Ben a vedere il suo studio da pittore situato in uno degli uffici di suo padre.
Passano i giorni, arriva il nuovo anno, e Ben inizia a lavorare part-time in un piccolo supermercato dove stringe tra l'altro amicizia con Evan, un ragazzo gay che lavora insieme a lui. A scuola, dopo aver abbandonato il corso di spagnolo, Ben si è iscritto a quello di giornalismo. In primavera, Ben sottopone alla sua insegnante una poesia d'amore e lei decide di pubblicarla sul giornale scolastico. Quando scopre che la poesia pubblicata sul giornale è però stata censurata di tutti i riferimenti gay, Ben va su tutte le furie e insieme a Tim devasta l'aula di giornalismo. Il giorno seguente, sentendosi in colpa e non volendo che la polizia scopra che della devastazione è colpevole anche Tim, Ben confessa tutto all'insegnante prendendosi interamente la colpa.
Trascorrono le settimane e Tim invita a cena Ben in modo da presentargli i suoi genitori. Durante la cena Ben rivela ai signori Wyman di essere gay e fidanzato con un ragazzo della sua scuola. L'indomani mattina, Tim si reca da Ben per informarlo che i suoi genitori, ferventi cattolici, non vogliono che i due ragazzi continuino a vedersi. I due ragazzi litigano duramente ma poi, di notte, Ben entra in casa di Tim, lo raggiunge sotto le sue coperte e i due fanno l'amore. 
Passano i giorni e si avvicina sempre più la fine dell'anno scolastico. Una sera, approfittando che a casa Wyman c'è una festa, Tim e Ben si vedono di nascosto nel boschetto. I due ragazzi poi si recano verso il campo giochi dove, sopraffatti dalla passione, iniziano a spogliarsi. Mentre Ben sta facendo un pompino a Tim, i due vengono sorpresi da alcuni poliziotti trovatisi sul luogo perché sulle tracce di un piromane. I due ragazzi riescono però a fuggire. Tim, spaventato che i poliziotti possano averli visti e che si possa sapere in giro della sua omosessualità decide di troncare la sua relazione con Ben.
Passano le settimane e Ben inizia a frequentare Evan ma la loro relazione è di breve durata. Ben lascia poi il suo lavoro al supermercato ed inizia a lavorare presso la yogurteria del centro commerciale. Un giorno, mentre sta tornando a casa, Ben incontra Bryce, Tim e un altro ragazzo. Bryce aggredisce verbalmente e fisicamente Ben, ma viene poi a sua volta picchiato selvaggiamente da Tim. Ben e Tim poi scappano via raggiungendo il vialetto di casa di Ben dove i due ragazzi si dicono definitivamente addio. Quella notte Ben entra per l’ultima volta in casa di Tim per riconsegnargli le chiavi di casa e, dopo aver dato un ultimo sguardo a Tim che dorme tranquillo, se ne torna a casa propria.

### Parte seconda: Chicago, 1999
Sono passati alcuni anni e Ben è ora uno studente universitario che vive a Chicago. Informato della morte del padre di Allison, Ben fa subito ritorno a casa e sul volo per Houston stringe amicizia con Jace, un assistente di volo gay. Dopo aver trascorso il giorno di Natale a consolare Allison, Ben contatta telefonicamente Jace e i due si danno appuntamento per il giorno seguente alla Galleria Ice Rink per pattinare sul ghiaccio. Più tardi, quella sera, Jace e Ben si baciano. Nei giorni seguenti Ben e Allison si recano a Corpus Christi per spargere le ceneri del padre della ragazza. Vedendo quanto Allison sia triste, Ben accetta la sua proposta di lasciare l'università di Chicago per iscriversi a quella di Austin in modo da esserle così più vicino. L'ultimo dell'anno Ben lo passa con Jace: dopo esser stati ad una festa organizzata da alcuni suoi colleghi di lavoro, Jace porta Ben nel loft dove vive col suo gatto Samson e dove i due fanno l'amore. Al mattino Ben informa Jace della sua decisione di cambiare università ed il ragazzo gli dice di non preoccuparsi per lui visto che troverà il modo per continuare a vederlo. 
Passano alcuni mesi durante il quale Ben si è trasferito ad Austin. Dopo una vacanza insieme a Roma e aver trascorso insieme le vacanze estive a Houston, Jace, non riuscendo più a stare lontano da Ben, prende la decisione di trasferirsi a vivere ad Austin.
Passano gli anni e per Ben ed Allison si avvicina sempre di più il momento della laurea. Mentre i due sono in un caffè a discutere del loro futuro, un ragazzo si avvicina a loro: si tratta di Tim. Sconvolto per averlo rivisto dopo anni, Ben lascia in fretta il locale. Tim però lo raggiunge e gli fa dono di un telefono cellulare dicendogli che gli telefonerà perché ha voglia di parlare un po' con lui. Quella notte Tim chiama Ben, lo vede e gli racconta cosa ha fatto negli ultimi cinque anni. Anche nei giorni successivi Tim continua a telefonare a Ben ed un giorno lo porta a San Antonio al Six Flags Fiesta, un gigantesco parco divertimenti. Mentre stanno facendo ritorno a casa, Tim rivela a Ben di aver ereditato dei soldi da Eric, un suo amico ricco ed anziano deceduto l'anno prima. Tim poi porta Ben a vedere la casa che ha ereditato e dove ora vive.
Il giorno seguente Jace torna a casa e, dopo aver fatto l'amore con lui, Ben gli racconta di aver rincontrato Tim e degli ultimi trascorsi con lui. Alcuni giorni dopo, rientrato nell'appartamento di Jace dopo aver acquistato del cibo Thai, Ben vi trova anche Tim, passato di lì non solo per conoscere Jace ma anche per invitare i due giovani ad una festa al parco acquatico di San Antonio. Ben, Jace, Allison e Tim si recano quindi tutti insieme alla festa al parco acquatico dove, dentro una piccola grotta dietro una cascata, Tim bacia Ben sulla bocca. Inizialmente Ben fa resistenza poi, preso da una forte eccitazione, ricambia il bacio. Prima che possa succedere altro, i due vengono interrotti da Jace. Jace perdona Ben per quanto accaduto dicendogli che era una cosa che aveva messo in conto il fatto che i sentimenti tra lui e Tim potessero ricomparire. Poi, mentre stanno facendo ritorno a casa per conto loro, Jace gli racconta che sei mesi prima su un volo per Boston ha conosciuto un ragazzino che ci ha provato con lui ma di averlo respinto perché lui vuole stare solo con Ben e con nessun altro. Ben, per evitare di cadere ancora in tentazione, decide quindi di porre fine alla sua amicizia con Tim e, per farlo sentire meno solo nella grande casa dove vive, gli regala anche un cucciolo di bulldog che il ragazzo chiama Chinchilla.
Passano le settimane, nel corso delle quali Ben svolge gli ultimi esami prima della laurea. Una sera, di ritorno dalla biblioteca, vede un ragazzo attaccare un biglietto alla porta dell'appartamento di Jace. Leggendo il biglietto Ben inizia a sospettare che tra Jace e quel ragazzo (che si chiama Aaron) ci sia stata una relazione. Interrogato, Jace nega di aver avuto relazioni con altri ragazzi ma Ben non gli crede. I due litigano e Ben, in cerca di conforto, si reca da Tim. Più tardi Ben sente Jace al telefono e i due, pur ribadendo l'amore reciproco che provano l'uno per l'altro, decidono di prendersi una pausa, 
Tre giorni dopo, mentre si trovano in piscina, Tim e Ben si lasciano trasportare dalla passione e fanno sesso. Informata della cosa, Allison convince Ben ad andare a parlare con Jace della loro relazione. Mentre sta recandosi da Jace, Ben ci ripensa e torna a casa di Tim dove, approfittando del fatto che è solo in casa, si mette a cercare uno studio da pittore e lo trova nel garage della villa. Tim rientra a casa poco dopo dando a Ben appena il tempo per uscire dal garage. I due fanno sesso dopo di che, parlando, Ben scopre che I genitori di Tim ancora ignorano che loro figlio è gay.
Dopo la discussione della sua tesi di laurea, Ben va a cercare Tim e lo trova intento a parlare con Aaron. Il ragazzo capisce quindi che Jace non gli ha mai mentito e che era tutto un piano di Tim per farli lasciare. Sconvolto e profondamente deluso, Ben decide di farla finita con l'amore. Alla sua cerimonia di laurea però si presenta Jace – su invito di Allison – e i due fanno la pace e tornano ad essere una coppia.

### Parte terza: Austin, 2003
Sono passati alcuni anni e Ben ora lavora part time come terapista del linguaggio nello stesso ospedale dove lavora Allison e Jace è passato alle tratte internazionali, riducendo così il tempo che i due trascorrono insieme. Per tenersi un po' occupato, Ben accetta di recitare in una rappresentazione teatrale che ha luogo nel caffè teatro di cui è socio Brian, il fidanzato di Allison.
In primavera Ben e Tim vanno in vacanza a Parigi e lì Jace chiede al suo ragazzo di sposarlo. Poco tempo dopo I due giovani convolano a giuste nozze.
Una sera, mentre è sul palco a recitare, Ben crede di intravedere Tim tra gli spettatori e lo stesso si verifica la sera seguente. Terminato di recitare Ben viene avvicinato da un ragazzo di nome Ryan che gli si presenta come il fidanzato di Tim e che gli fa una scenata di gelosia. Compare sulla scena anche Tim che si mette a litigare con Ryan, il quale poi scappa via urlando che intende suicidarsi. Tim gli corre dietro ma ottiene prima da Ben la promessa che il giorno dopo i due si incontreranno in un ristorante per parlare un po'.
Il giorno seguente al ristorante Tim racconta a Ben che Ryan pensa solo a divertirsi e che usa i soldi che lui gli dà per pagarsi il college per acquistare droghe ed alcol. Quando Ben riaccompagna Tim a casa, I due trovano la casa invasa da ragazzi ubriachi intenti a festeggiare. Dopo aver cacciato I ragazzi di casa con la scusa di aver chiamato la polizia, Tim trova il coraggio per rompere definitivamente con Ryan.
Per un po' di tempo Ben e Tim riprendono a vedersi come amici ma appena si accorgono che stanno provando l'uno per l'altro sentimenti di tutt’altro tipo, decidono che è meglio per entrambi mettere fine alla loro amicizia. Vedendo Tim triste, Ben gli dice che lui è una bellissima persona e che là fuori c’è tutto un mondo che lo sta aspettando.
Una mattina, mentre stanno facendo colazione, Jace si accascia sul pavimento. Portato d'urgenza in ospedale, viene operato per via di un aneurisma. Jace sopravvive all'operazione ed inizia un duro percorso di fisioterapia. Una mattina, a pochi giorni da un'operazione per rimuovere a Jace altri due aneurismi non ancora scoppiati, Jace si sente male e sapendo di non aver questa volta speranze di sopravvivere preferisce morire nel suo letto abbracciato a Ben piuttosto che in un letto di ospedale.

### Epilogo: Austin, 2008
Allison porta Ben a mangiare a cena fuori. Poi dopo la cena lei lo porta a vedere una mostra in una galleria d'arte. Ben vedendo i quadri esposti capisce subito che sono opera di Tim. Più tardi Tim riaccompagna Ben a casa e lì i due si dichiarano ancora una volta l'amore reciproco che provano e, dopo essersi baciati, decidono di ricominciare la loro storia d'amore.

## Personaggi

### Personaggi principali
- Ben Bentley - Protagonista del romanzo, è un adolescente gay che sviluppa una relazione intima con Tim Wyman, che però finisce col rovinarsi anche a causa del fatto che quest'ultimo non accetta il proprio orientamento sessuale. Successivamente sviluppa sentimenti per un altro personaggio, Jace Holden. La loro relazione diventa tesa quando Tim rientra nella vita di Ben dopo aver fatto i conti con la propria sessualità.
- Tim Wyman - Interesse amoroso di Ben nella prima parte del romanzo, la cui incapacità di accettare la sua omosessualità funge da catalizzatore per la loro eventuale rottura. Fa apparizioni ricorrenti nel resto del romanzo.
- Jace Holden - Un assistente di volo che Ben incontra mentre torna a casa durante le vacanze invernali, con il quale poi finisce per trasferirsi e sposarsi.
- Allison Cross - La migliore amica di Ben.

### Personaggi secondari
- Bryce Hunter - Il bullo della scuola che spesso insulta Ben.
- Krista Norman - Una delle ragazze più popolari della scuola, nonché la fidanzata di Tim all'inizio del romanzo.
- Leon - Amico e compagno di scuola di Ben, quasi sempre sotto l'effetto della marijuana.
- Ronnie Adams - Ragazzo di Allison ai tempi della scuola.
- Evan - Collega di Ben al supermercato "Zounders". È anche lui gay ed uscirà brevemente con Ben dopo la rottura della sua storia con Tim.
- Daniel Wigmore - Studente della scuola sospettato da Ben di essere il piromane ricercato dalla Polizia.
- Mason – Ragazzo di Ben a Chicago. Ben lo ha conosciuto in un bar lesbico e si è innamorato di lui per il suo aspetto da cattivo ragazzo. È stato licenziato più volte con l'accusa di furto. Sparisce improvvisamente dopo aver rubato a Ben il televisore e lo stereo portatile.
- Kenneth - Fidanzato di Allison nella seconda parte del romanzo.
- Aaron - Ragazzo che, d'accordo con Tim, fa credere a Ben di avere avuto una relazione con Jace.
- Brian - Fidanzato di Allison nella terza parte del romanzo. È un ex alcolizzato che la donna ha incontrato nell'ospedale psichiatrico dove lavora. Alla fine del romanzo i due sono sposati.
- Ryan - Fidanzato di Tim nella terza parte del romanzo. È un giovane che è stato cacciato di casa dai genitori dopo aver fatto coming out e che vive a spese di Tim. Usa i soldi che il ragazzo gli dà per studiare per acquistare alcol e droghe.

## Critica
Il libro è stato anche finalista al 24th Lambda Literary Awards nella categoria romanzo gay.

## Adattamento cinematografico
Come se fosse estate è stato adattato in un film dalla Blue Seraph Productions nel 2017. La sceneggiatura è stata scritta dal produttore Carlos Pedraza e il film è stato diretto da David Berry. Entrambi avevano precedentemente lavorato nella produzione di un altro film LGBT, Judas Kiss, nel 2011. L'attore Grant Davis ha interpretato il ruolo principale di Benjamin Bentley, mentre Davi Santos e Ben Baur hanno interpretato rispettivamente i ruoli di Tim e Jace. Il film è uscito il 25 febbraio 2017.

## Edizione scolastica
Una seconda edizione del romanzo è stata pubblicata nell'agosto 2017. La versione rivista, commercializzata come più adatta alle scuole, ha in gran parte visto la rimozione dal libro delle descrizioni degli atti sessuali tra i personaggi principali. Sul sito web del film, l'autore Jay Bell ha spiegato: "Voglio davvero portare Something Like Summer nelle scuole e nelle mani dei giovani, ma il contenuto esplicito lo ha sempre reso difficile". Sono state inoltre apportate ulteriori modifiche per alterare il ritmo della storia.

## Edizioni
Tutte le edizioni italiane usano la traduzione di Andrea Misuri.
- 2014 - Playground (collana "Syncro - High School")